# Кавжарадзе, Лика Виссарионовна
Ли́ка Виссарио́новна Кавжара́дзе (груз. ლიკა ბესარიონის ასული ქავჟარაძე; 26 октября 1959, Тбилиси — 11 октября 2017, там же) — советская и грузинская актриса, музыкант, модель и художница.

## Биография
Лика Кавжарадзе родилась 26 октября 1959 года в Тбилиси в семье специалистов-химиков. Через полтора года после её рождения родители Лики развелись, и отец не поддерживал отношений с семьёй. Лика училась сначала в школе-семилетке, затем перешла в другую школу, где получила среднее образование. В 1982 году она окончила Тбилисскую государственную консерваторию имени Сараджишвили по классу фортепиано.
Лика Кавжарадзе снималась в кино с 12 лет. Её дебютом стала роль девочки с цветами в криминальной драме «Когда зацвёл миндаль». Известность ей принесла роль Мариты в фильме Тенгиза Абуладзе «Древо желания». Уже в XXI веке Лика Кавжарадзе снялась в нескольких эротических короткометражках грузинского режиссёра Шота Каландадзе. Всего за свою карьеру актриса сыграла в тридцати двух фильмах.
Ещё одним увлечением Лики было рисование. Она занялась им в 30 лет, после смерти матери. Картины Кавжарадзе выставлялись в нескольких галереях. Непосредственно перед самой смертью она готовила очередную выставку своих работ.
Некоторое время в середине 80-х Лика Кавжарадзе работала моделью грузинского дома моды «Ирида».
Актриса умерла 11 октября 2017 года в собственной квартире на улице Ираклия Абашидзе в Тбилиси. Причиной смерти стал сердечный приступ. Панихида прошла в Кафедральном соборе Святой Троицы — Цминда Самеба на холме Святого Илии на левом берегу Куры. Почтить память Лики Кавжарадзе пришли политики, поклонники, друзья и коллеги. Актрису похоронили рядом с могилой матери на кладбище в районе Ваке в Тбилиси.

## Личная жизнь и здоровье
Лика Кавжарадзе воспитывалась в строгих традициях. Родственники будущей актрисы тщательно её контролировали, чем Лика очень тяготилась. Первый раз актриса вышла замуж в 19 лет за Сандро Тактакишвили, с которым познакомилась на теннисной площадке. У пары родился сын Леван, который сейчас живёт в США и работает юристом. Муж Лики, учёный-физик, вскоре перевёлся в Москву для продолжения научной деятельности. Бытовая неустроенность и слабые чувства к супругу привели в конечном итоге к разрушению семьи. Впоследствии С. Тактакишвили уехал в США.
Со вторым мужем, Леваном Шанидзе, экономистом по образованию, Лика Кавжарадзе прожила 7 лет. Детей в этом браке не было. В дальнейшем близкие отношения у актрисы были с Шотой Каландадзе, для которого она была не только музой, но и подругой.
В возрасте 24 лет Лика Кавжарадзе впервые обратилась к медикам по поводу депрессии. Причины возникновения заболевания остались неизвестными. Болезнь сопровождала её всю жизнь, периодически выливаясь в попытки суицида. Лике требовалась ежегодная медикаментозная коррекция. Нервное заболевание значительно изменило её жизнь. Например, несмотря на серьёзные успехи в музыке, которой она начала заниматься в 5 лет, карьеру исполнителя пришлось оставить в связи с высокими психологическими нагрузками в этой сфере.
Лика Кавжарадзе была сильно привязана к матери. Её смерть стала болезненным ударом для актрисы.
В США проживает внук Лики — Александр.

## Фильмография
Если не указано иное, фильмография составлена по данным из баз: Internet Movie Database, КиноПоиск и Национальная фильмография Грузии

| Год       |     | Русское название                           | Оригинальное название                | Роль                          |
| --------- | --- | ------------------------------------------ | ------------------------------------ | ----------------------------- |
| 1972      | ф   | Когда зацвёл миндаль                       | როცა აყვავდა ნუში                    | девочка с букетом             |
| 1972      | кор | Фонтан                                     | შადრევანი                            | девочка в парке               |
| 1973      | тф  | Чудесный костюм                            | მშვენიერი კოსტუმი                    | Элисо / ელისო                 |
| 1975      | кор | Кавказский романс                          | კავკასიური რომანსი                   | Марджани / მარჯანი            |
| 1976      | ф   | Древо желания                              | ნატვრის ხე                           | Марита / მარიტა               |
| 1977      | тф  | Запасное колесо                            | სათადარიგო ბორბალი                   | Лика / ლიკას                  |
| 1977      | тф  | Бабочка                                    | პეპელა                               | девушка / გოგონა              |
| 1978      | тф  | Любовь, Иверия и…                          | სიყვარული, ივერია და...              | Лика / ლიკას                  |
| 1979      | ф   | Дюма на Кавказе                            | Дюма на Кавказе                      | Марджанет                     |
| 1980      | тф  | Преданый друг                              | მუდმივი მეგობარი                     | девушка / გოგონა              |
| 1982      | ф   | Дмитрий II                                 | დიმიტრი II                           | Царица Нана / დედოფალი ნანა   |
| 1982      | тф  | Загадка кубачинского браслета              | Загадка кубачи́нского браслета        | Саида́                         |
| 1983      | ф   | Голубые горы, или Неправдоподобная история | ცისფერი მთები ანუ დაუჯერებელი ამბავი | актриса / მსახიობი            |
| 1984      | тф  | Снег в сентябре                            | Снег в сентябре                      | Заира́                         |
| 1985      | тф  | Мужчины и все остальные                    | მამაკაცები და სხვები                 | Эка                           |
| 1985      | ф   | Прощай, зелень лета…                       | Алвидо, гур ёшлигим                  | соседка актриса               |
| 1985      | тф  | Семья                                      | ოჯახი                                | Кети / ქეთი                   |
| 1986      | ф   | Арена неистовых                            | ჭიდაობას რა უნდა                     | Гюли / გიული                  |
| 1986      | тф  | Веселая хроника опасного путешествия       | არგონავტები                          | Медея / მედეა                 |
| 1987      | тф  | В поисках утраченного сокровища            | ვამეხი მოდის                         | Лали / ლალი                   |
| 1988      | тф  | Возвращение Урузмага                       | Возвращение Урузмага                 |                               |
| 1988      | мтф | Житие дон Кихота и Санчо                   | ცხოვრება დონ კიხოტისა და სანჩოსი     | Лусинда                       |
| 1989      | мтф | В наследство от совы                       | L'Héritage de la chouette            |                               |
| 1989      | ф   | Исполнитель 977                            | ჩვენი კეთილმოწყობილი საზოგადოება     |                               |
| 1990      | ф   | Спираль                                    | სპირალი                              | Лия Рамишвили / ლია რამიშვილი |
| 1992—1992 | с   | Золотой паук                               | ოქროს ობობა                          | Элла / ელა                    |
| 1992      | ф   | Солнце неспящих                            | უძინართა მზე                         | невеста                       |
| 1994      | ф   | Только раз                                 | მხოლოდ ერთხელ                        | Нана / ნანა                   |
| 1994      | ф   | Убиенная душа                              | ჩაკლული სული                         | Ната Церетели / ნატო წერეთელი |
| 1998      | ф   | Кавказская ночь                            | Die kaukasische Nacht                | Наташа / Natasha              |
| 2000      | кор | Покинутый Дон Жуан                         | მიტოვებული დონჟუანი                  |                               |
| 2002      | кор | Пробуждение мечты                          | სიზმრების გაელვება                   |                               |
| 2003—2003 | с   | 27 драконов                                | 27 დრაკონი                           |                               |
| 2013      | кор | Медуза Горгона                             | მედუზა გორგონა                       |                               |

### Комментарии
1. ↑  Или в музыкальное училище, точных данных нет.
2. ↑  Очень распространённое мнение о том, что Лика Кавжарадзе окончила консерваторию в 1973 году[4][5], очевидно ошибочно, т. к. ей было в то время всего 14 лет, и она должна была только что окончить школу-семилетку.
3. ↑  Сама актриса указывала, что первым фильмом был «Фонтан» Темо Бакрадзе[6].
4. ↑  Точное количество работ с Шотико Каландадзе определить сложно, так как его фильмография находится в состоянии творческого беспорядка.
5. ↑  В последнем интервью актриса озвучивала цифру 34 фильма[6]
6. ↑  Лика Кавжарадзе в качестве пианистки участвовала в международных конкурсах и давала концерты[9].